# Eupithecia cercina
Eupithecia cercina là một loài bướm đêm trong họ Geometridae.